# Ветроходство
Ветроходство е техника за придвижване със силата на вятъра с ветроходен кораб, ветроходна яхта, ветроходна лодка, уиндсърф или кайтсърф по вода, с ветроходна кола по суша или с ветроходна шейна върху лед.
Ветроходство се нарича и съответният спорт.

## Ветроходни гонки
Ветроходството е развит спорт в много страни, като се провеждат състезания в различни класове популярни в съответния регион от земното кълбо.

## Видове плавателни съдове
Придвижването от силата на вятъра не е само на вода, има лодки, има буери (на лед), има и на колела по пясък или друга равна повърхност.